# ノールボッテン県

ノールボッテン県
Norrbottens län

ノールボッテン県（ノールボッテンけん、Norrbottens län）は、スウェーデンの県の一つで、略号はBD。県庁所在地はルーレオ市（Luleå）市。県の面積は9万8244平方キロメートルで、2017年現在の人口は25万1080人。スウェーデン最北端の県で、1平方キロメートルあたりの人口密度が3人と国内最低の県でもある。

## 地理
西の県境で、隣国ノルウェーと接し、北部及び東部でもう一方の隣国であるフィンランドと接する。南東部ではバルト海の北端を形成する。県の西部はスカンディナビア山脈であり、2,000m級の山岳地帯となっている。トルネ谷などもその例である。スカンディナビア山脈中には、氷河地形が起源のトルネ湖やウッド湖などの湖があり、それらから流出したトルネ川、ルレ川、ピーテ川などの河川がある。
県の北半分は北極圏内に位置し、キルナ市(Kiruna)市などでは真夏は一日中太陽が沈まず（白夜）、逆に真冬は一日中太陽が昇らない日が続く（極夜）。

## 産業
ノールボッテン県の産業のほとんどは県内の天然資源を基にした林業や鉱業であるが、最近はサービス業への従事者が増えている。鉱業分野ではキルナで良質の鉄が産出されており、一眼レフカメラで有名なハッセルブラッド(Hasselblad)はその鉄を利用して製造されていた。冬の間にはオーロラが見られることが多く、それを目当てにした観光が見受けられる。キルナ郊外のユッカスイェルヴィ(Jukkasjärvi)は冬場、全てが氷で作られたアイスホテルで有名。
ルレオ工科大学（国立）が県内のルーレオとピーテオ(Piteå)の2か所にキャンパスをもっている。

## 言語
ノールボッテン県には少数民族のサーミ人が住んでおり、サーミ語を母語としている。また、北東県境部はフィンランドへの国境と重なるため、フィンランドからの移民も多い。特に国境沿いのハパランダ(Haparanda)市はフィンランドとの交流が盛んである。県内にはフィンランド語やサーミ語をもとに名付けられた地名が多く見受けられる。

## 市
ノールボッテン県には14の市がある。
- アリエプローグ市 (Arjeplog)
- アーヴィズヤール市 (Arvidsjaur)
- ボーデン市 (Boden)
- イェリヴァーレ市 (Gällivare)
- ハパランダ市 (Haparanda)
- ヨックモック市 (Jokkmokk)
- カリックス市 (Kalix)
- キルナ市 (Kiruna)
- ルーレオ市 (Luleå)
- パヤラ市 (Pajala)
- ピーテオ市 (Piteå)
- エルヴスビーン市 (Älvsbyn)
- エーヴェルカリックス市 (Överkalix)
- エーヴェルトルネオ市 (Övertorneå)

## 施設
- ツリーホテル - ハラッズ（英語版）という村の森の中にある宿泊施設[3]。鳥の巣をイメージした〈バーズネスト〉[4]、軽量ながら耐久性のある素材で作られた〈UFO〉[5]などがある。